# Cantón de Pompey
El cantón de Pompey era una división administrativa francesa, que estaba situada en el departamento de Meurthe y Mosela y la región de Lorena.

## Composición
El cantón estaba formado por seis comunas:
- Champigneulles
- Frouard
- Marbache
- Maxéville
- Pompey
- Saizerais

## Supresión del cantón de Pompey
En aplicación del Decreto nº 2014-261 de 26 de febrero de 2014, el cantón de Pompey fue suprimido el 22 de marzo de 2015 y sus 6 comunas pasaron a formar parte; cinco del nuevo cantón de Valle de Lorena-Sur y una del nuevo cantón del Norte de Toul.